# Анаклія
Анаклія (груз. ანაკლია) — курортне селище без статусу міста в Зугдідському муніципалітеті (край Самегрело-Верхня Сванетія), біля адміністративного кордону краю з Абхазією. За даними перепису 2014 року в населеному пункті проживало 1331 особу. Розташоване поблизу гирла Інгурі, з'єднане із селом Ганмухурі 540-метровим мостом.

## Історія та пам'ятки
Сучасна назва населеного пункту утворена від стародавньої грецької колхідської колонії Гераклея. У XV—XVIII століттях Анаклія — укріплений порт Мінгрельського князівства. З 1723 — торгова факторія Османської імперії, де велася жвава работоргівля. 1770 року порт відвойований грузинськими та російськими військами, увійшов до складу Імеретії. На початку XIX століття Анаклія стала яблуком розбрату між Мінгрелією та Абхазією . За радянських часів тут знаходився пункт базування Чорноморського флоту .
Основна визначна пам'ятка — зруйнована фортеця початку XVIII століття. На місці, з якого грузинів відвозили в рабство до Османської імперії, збудовано храм Грузинської церкви. У 2012 році було відкрито «Меморіал жертвам геноциду черкеського народу».

## Розвиток
Курортну зону Анаклії спроєктували іспанські архітектори за заявою президента Грузії: 
«Через 2-3 роки в Анаклії буде найкращий курорт на Чорному морі. Крім готельних комплексів, в Анаклії буде і яхтклуб» .

На думку офіційного Тбілісі, фортеці Анаклія загрожувала руйнація через російських миротворців, які перебували на її території з 1994 року. У 2006 році російську базу було виведено, а міністерство культури Грузії провело реставраційні роботи .
Поблизу населеного пункту планувалося будівництво порту (проєкт Лазіка), а також будівництво заводу зі зрідження газу, інфраструктури залізничних та автомобільних перевезень, вантажного аеропорту. Поряд із будівництвом порту, планували розвиток туристичного потенціалу Анаклії та розташованого за 100 км від нього високогірного районного центру Сванетії, цілорічного лижного курорту Местіа. Однак у 2013 році було ухвалено рішення побудувати глибоководний багатофункціональний порт Анаклія, який зможе пропускати 110 мільйонів тонн вантажу на рік, у тому числі судна типу Panamax та «Постпанамакс» вантажопідйомністю 50-150 тис. тонн. Глибина морського порту становить 205 метрів. Передбачається спорудження 32 причалів загальною завдовжки 12,3 км. У районі населеного пункту Хорга на правому березі річки Хобісцкалі заплановано будівництво міжнародного аеропорту.

Весною 2014 року адміністрацією т.з. Республіки КаZантип було ухвалено рішення провести КаZантип 2014 року (Z-22) у цьому містечку. Рішення було з ентузіазмом сприйнято місцевими органами влади, які пообіцяли надати всіляке сприяння організаторам заходу, чого за фактом не було зроблено.

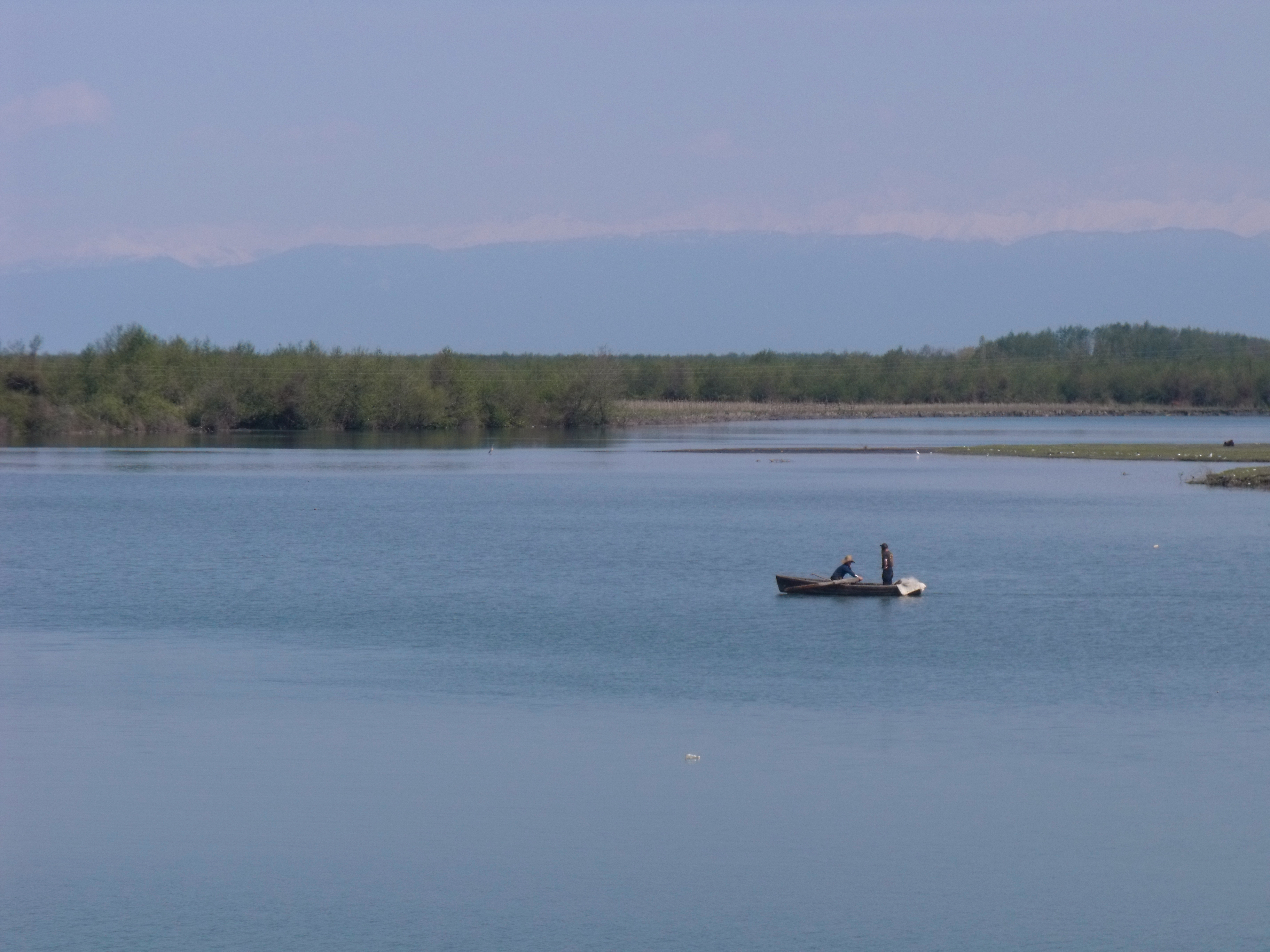
Річка Інгурі
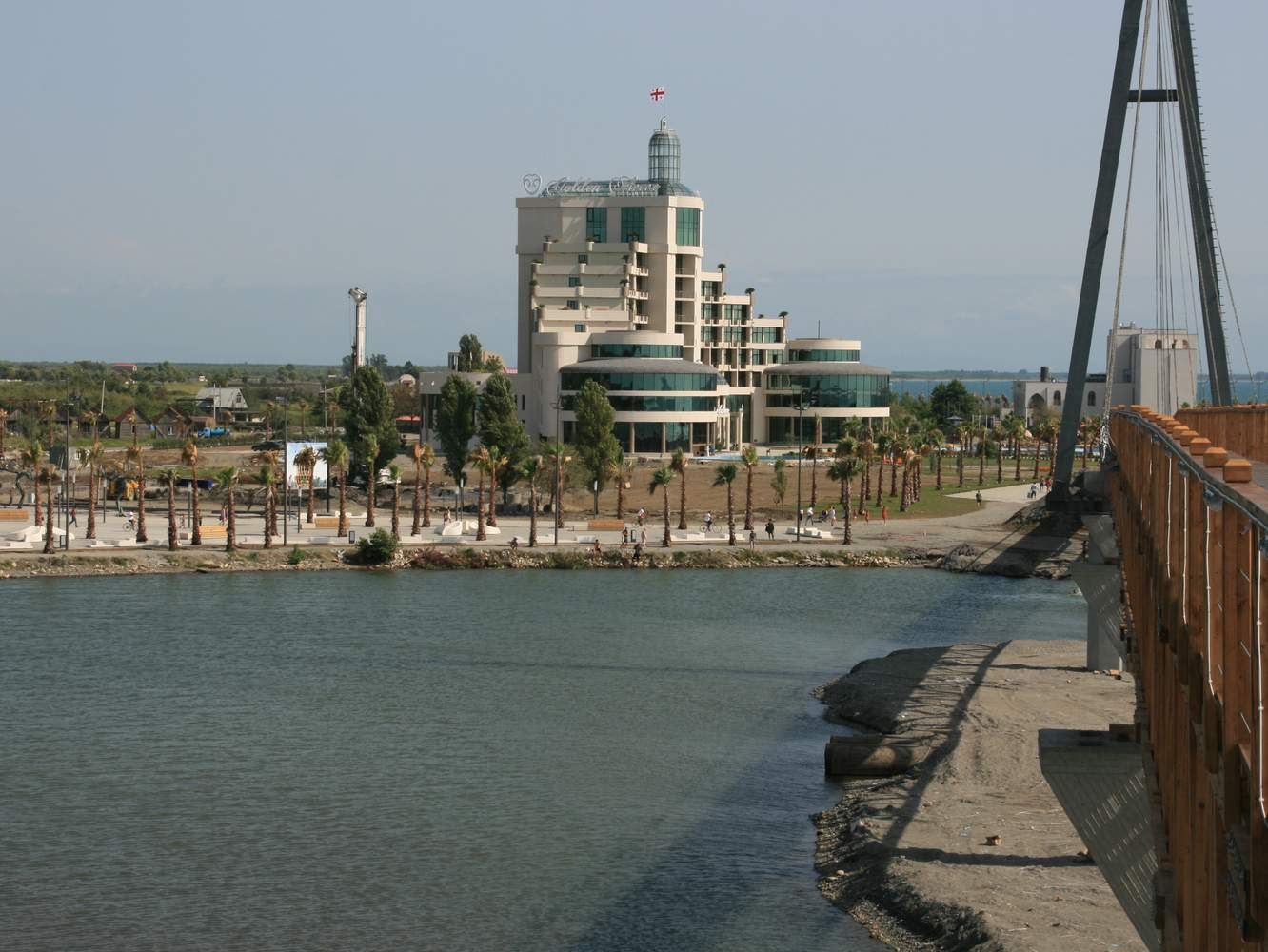
Готель
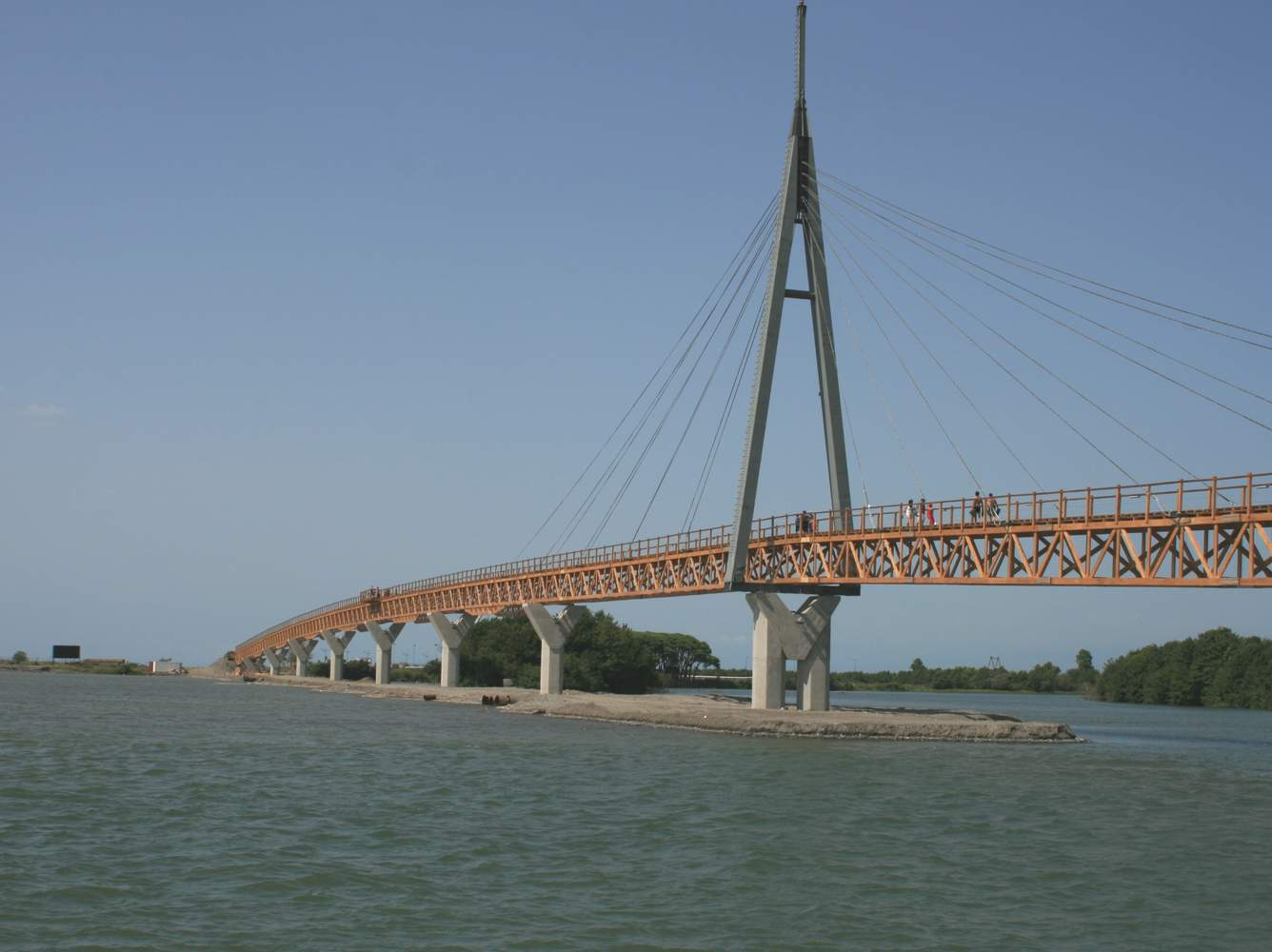
Міст через Інгурі

## Топографічні карти
- Аркуш карти K-37-60 Зугдиди. Масштаб: 1 : 100 000. (рос.) Зазначити дату випуску/стану місцевості.